# ريو فوجي
ريو فوجي (بالصينية: 藤井敏) (7 أغسطس 1996 في الصين - ) هو لاعب كرة قدم صيني في مركز الوسط. لعب مع لوس انجلوس غالاكسي 2.

## وصلات خارجية
- ريو فوجي على موقع قاعدة بيانات كرة القدم.إي يو (الإنجليزية)
- ريو فوجي على موقع Soccerway.com (الإنجليزية)